# Plaza Trascorrales
La plaza Trascorrales es un espacio público de la ciudad española de Oviedo.

## Descripción

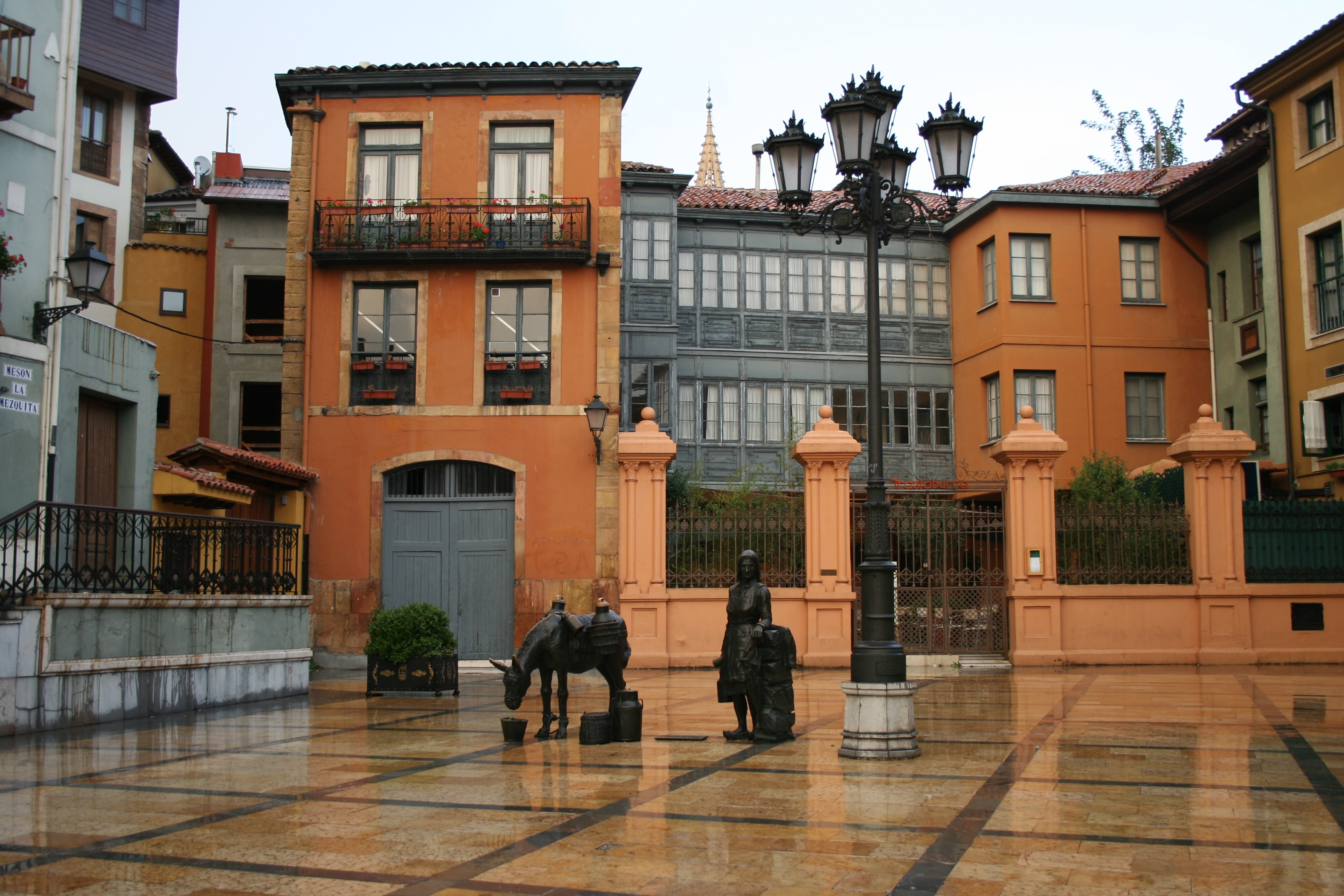
Otra vista de la plaza

La plaza se encuentra encerrada por las calles Mon, San Antonio, Cimadevilla y Sol. Con Cimadevilla la conecta la calleja de los Huevos. La plaza aparece descrita en El libro de Oviedo (1887) de Fermín Canella y Secades con las siguientes palabras:

Trascorrales.—Dícese que debe el nombre á las escorias que se arrojaban en su recinto desde las antiguas fraguas ó herrería de la hoy calle de Mon; mas como también se la llamó escorrales, suponen otros que tiene el actual nombre por su posición tras de los corrales ó patios de San Antonio y Cimadevilla. Fué plaza ó azogue (v. calle de San Antonio). Los pocos ovetenses que quedan como testigos presenciales de las luchas de la sotana y la polaina, refieren en esta plazuela el desgraciado fin de la bella Basa Escosura, muerta por una bala dirigida á uno de los estudiantes que con ella conversaba en su comercios á las primeras horas de la noche..—Ent.: Travesía de Cimadevilla.—Conc.: Arco á la plaza.
(Canella y Secades, 1887, p. 104)